# ديفيد دوبكين
ديفيد دوبكين (بالإنجليزية: David Dobkin)‏ هو منتج أفلام وكاتب سيناريو ومخرج أمريكي، ولد في 23 يونيو 1969 في واشنطن العاصمة في الولايات المتحدة.

## فيلموغرافيا
- التغير المؤقت
- القاضي (فيلم 2014)
- متطفلي العرس
- مسابقة يوروفيجن للأغنية: قصة فاير ساجا

## وصلات خارجية
- ديفيد دوبكين على موقع IMDb (الإنجليزية)
- ديفيد دوبكين على موقع ألو سيني (الفرنسية)
- ديفيد دوبكين على موقع ميوزك برينز (الإنجليزية)
- ديفيد دوبكين على موقع أول موفي (الإنجليزية)
- ديفيد دوبكين على موقع بوكس أوفيس موجو (الإنجليزية)
- ديفيد دوبكين على موقع قاعدة بيانات الأفلام السويدية (السويدية)
- ديفيد دوبكين على موقع قاعدة بيانات الفيلم (الإنجليزية)
- ديفيد دوبكين على موقع كينوبويسك (الروسية)